# 陸軍単発噴進式戦闘機
陸軍単発噴進式戦闘機（りくぐんたんぱつふんしんしきせんとうき）は、大日本帝国陸軍が計画したジェット戦闘機。キ番号は与えられていない。

## 概要
1944年（昭和19年）末、陸軍航空工廠はMe 262に匹敵する性能を持ち、稼動時間30分以上のジェットエンジン1基を搭載する戦闘機の試作を命令した。この機体の開発では陸軍航空工廠内の2つの開発班による競合設計が行われており、双方ともに設計は機首に大口径機関砲を集中配置できる低翼の単座機となっている。うち林航技大尉を主務者とする班は、流線型の胴体の後部下面にエンジンを配置した設計案、家田航技中尉を主務者とする班は、双垂直尾翼を持ち、ずんぐりとした胴体の上部重心位置にエンジンを配置した設計案を提出している。
この2つの設計案は陸軍航空本部技術審査部の瀬川義雄技術少佐によって比較検討され、その結果林大尉の設計案が採用された。その後は試作準備が進められたが、基本設計段階で太平洋戦争が終戦を迎えたため開発中止となった。
なお、搭載する予定だったエンジンの型式は不明だが、三菱「ネ330」、石川島芝浦「ネ140」、日立「ネ230」などのターボジェットエンジンの搭載が検討されていたという説もある。